# Миниатюра (фильм, 1953)
«Миниатюра» / известен также под названием «Жизнь в миниатюре» (яп. 縮図: сюкудзу; англ. Epitome) — японский фильм-драма, поставленный режиссёром Канэто Синдо в 1953 году. Экранизация романа Сюсэя Токуды (1872—1943) о дочери бедного сапожника, проданной в гейши. Героине посчастливилось выкупиться, но, переходя из рук одного содержателя к другому, ей так и не удаётся вырваться из сети опутавших её обязательств.

## Сюжет
Гинко родилась дочерью бедного сапожника Гиндзо, проживающего в центре Токио. Нищее существование семьи вынуждает отца продать Гинко в гейши. Она начала работать в одном из чайных домов Токио под прозвищем «Пеон». Хозяин заведения, довольно неприятный старикан Исогаи, выделяет её из всех гейш и начинает за ней волочиться, несмотря на угрозы со стороны своей строгой и ревнивой жены. Когда же хозяйка заболевает и умирает, уже ничто не останавливает похотливого старика в его желании заполучить понравившуюся ему Гинко. Он предлагает молодой девушке всё — стать его женой и новой хозяйкой заведения, только Гинко ничего этого не нужно. Не такой она представляет для себя жизнь и уходит домой. Отец вынужден распродать имущество, чтобы рассчитаться за её свободу, но как семье, где есть ещё маленькие дети дальше жить?
Гинко вынуждена опять согласиться на работу гейши, на сей раз, она уезжает подальше от этих мест, на северо-восток Японии в провинцию Этиго. Здесь ей дадут новое имя Судзурю и привлекательная девушка быстро найдёт себе покровителя в лице молодого симпатичного парня по имени Курамоти. Он будет клясться ей в любви и Гинко на какое-то время захочется поверить в сказку и в его добрые намерения. Но судьба и на сей раз будет жестока к несчастной девушке. Вскоре она узнаёт о свадьбе Курамоти с более подобающей невестой для такого парня из хорошей семьи. Несчастная Гинко вновь возвращается в Токио, где устраивается в заведение, хозяйка которого довольно строгая и жадная Тамико вскоре находит ей очередного покровителя, опять же женатого мужчину, господина Вакабаяси. Однако, одна из гейш их заведения Сомэфуку, которую отверг Вакабаяси, из ревности нападает на Гинко с оскорблениями и кулаками на устроенном в честь гейш приёме.
Тяжёлая работа, постоянные запугивания доводят Гинко до болезни. Вызванный врач диагностировал у неё пневмонию и сказал, что она может умереть. Прибывший к больной отец забирает её умирать домой. А дома лежит ещё одна умирающая — её младшая сестра Токико. Из них двоих умрёт малышка, а хозяйка заведения Тамико будет уговаривать Гинко вновь выходить на работу, ведь на её лечение она так поистратилась.

## В ролях
- Нобуко Отова — Гинко
- Сумико Хидака — Сомэфуку
- Исудзу Ямада — Тамико, хозяйка заведения
- Со Ямамура — Вакабаяси
- Дзюкити Уно — Гиндзо, отец Гинко
- Акира Ямаути — Курамоти
- Ёити Нумата — Курису
- Осаму Такидзава — Ино
- Итиро Сугаи — Исогаи
- Масао Симидзу — Нагасэ
- Тайдзи Тонояма — Ямада

## Премьеры
— национальная премьера фильма состоялась 8 апреля 1953 года.

## Награды и номинации
Кинопремия «Голубая лента» (1954)
- 4-я церемония награждения (за 1953 год) — приз за лучшую женскую роль — Нобуко Отова[2]

Кинопремия «Кинэма Дзюмпо» (1954)
- Фильм номинировался на премию «Кинэма Дзюмпо», однако по результатам голосования занял лишь 10 место[3].